# فورت استیل، بریتیش کلمبیا
فورت استیل، بریتیش کلمبیا (انگلیسی: Fort Steele, British Columbia) شهر میراثی در منطقه کوتنای شرقی بریتیش کلمبیا کانادا است. مکانی که در شمال بزرگراه کروازنست در امتداد بزرگراه ۹۳ و ۹۵، ۱۶ کیلومتری (۹٬۹ مایل) شمال شرقی کرانبروک واقع شده‌است.

## تاریخ
فورت استیل، که در سال ۱۸۶۴ به دست جان گالبریت تأسیس شد، به عنوان یک مرکز پررونق طلا شناخته می‌شد. در آغاز، این شهر "فری گالبریت" نام داشت، که به دلیل وجود فری که توسط بنیان‌گذار بر روی رودخانه کوتنای ایجاد شده بود، این نام را به خود گرفت. این تنها فری در چند صد مایل اطراف بود و به همین خاطر، آقای گالبریت قیمت‌های گزافی برای عبور از آن تعیین کرده بود. در سال ۱۸۸۸، نام شهر به فورت استیل تغییر پیدا کرد تا به احترام سام استیل، افسر معروف کانادایی از پلیس سواره‌نظام شمال‌غرب، که توانست اختلافی را بین یک مستعمره‌نشین و مردان بومی حل کند، یادآوری شود. این اختلاف تنش‌های زیادی را بین ساکنان محلی و مردم بومی ایجاد کرده بود. با عدم وجود شواهد کافی علیه متهمان بومی، سام استیل اتهامات را رفع کرد و هم شهر و هم مردم بومی از او قدردانی کردند و نام جدیدی را برای شهر انتخاب کردند. با وجود ناامیدی استیل، بخش "فورت" به دلیل تأسیس ایستگاه پلیس سواره‌نظام در شهر انتخاب شد، در حالی که این مکان هرگز یک قلعه واقعی نبوده است.
در اواخر دهه ۱۸۹۰، فورت استیل به سرعت در حال گسترش بود و به مرکز منطقه کاتنای شرقی تبدیل شده بود. راه‌آهن کانادا اقیانوسی به این شهر علاقه‌مند شد و تصمیم به ساخت ایستگاهی در آنجا گرفت. اما به محض تأیید سند عبور راه‌آهن از فورت استیل، سرهنگ جیمز بیکر، یکی از اعضای مجلس بریتیش کلمبیا، به فکر ایده‌های جدیدی افتاد. او که صاحب یک کمپ کوچک چوب‌بری به نام دشت جوزف بود، با تهدید و رشوه همکارانش، آن‌ها را متقاعد کرد که راه‌آهن را به دور از فورت استیل عبور دهند. این تصمیم پس از آن نهایی شد که سند مربوط به عبور راه‌آهن از فورت استیل به طرز مشکوکی "گم" شد. پس از اتمام راه‌آهن، بیکر نام شهر را به کرانبروک تغییر داد و سپس زمین‌هایی به ساکنان فورت استیل فروخت. جمعیت فورت استیل به سرعت کاهش یافت چون ساکنان به کرانبروک که جذاب‌تر بود، مهاجرت کردند.
پس از ترک فورت استیل، این مکان به آرامی در حال تخریب بود و حتی بزرگراهی از میان خیابان اصلی آن عبور کرد. در میانه دهه ۱۹۶۰، پارلمان بریتیش کلمبیا به حفظ بسیاری از مکان‌های تاریخی روی آورد. در سال ۱۹۶۷، فورت استیل به عنوان یک مکان تاریخی شناسایی شد و مرمت آن آغاز گردید. بزرگراهی که در اوایل دهه ۱۹۶۰ ایجاد شده بود، به خاطر بهبود مسیر رها شد.
در سال ۱۹۶۹، فورت استیل به عنوان شهر میراث فورت استیل به روی عموم گشوده شد. طی ۴۵ سال گذشته، میلیون‌ها گردشگر از این مکان دیدن کرده‌اند و فورت استیل به یکی از جاذبه‌های برتر گردشگری در بریتیش کلمبیا تبدیل شده است.